# لاکتوفرین
لاکتوفرین (به انگلیسی: Lactoferrin) یک پروتئین چند کاره است از خانوادهٔ ترانسفرین (به انگلیسی: transferring). لاکتوفرین یک گلیکوپروتئین گلوبولار با وزن اتمی ۸۰ kDa است. این پروتئین در اغلب مایعات تراوش شده از بدن مانند شیر، بزاق، اشک و ترشحات بینی یافت می‌شود. لاکتوفرین یکی از اجزای سیستم ایمنی است و در گرانول‌های پلی مورفونوکلئرها نیز وجود دارد.
لاکتوفرین می‌تواند از شیر به ویژه آغوز پالایش شود. یکی از مهم‌ترین خاصیت‌های لاکتوفرین جذب و انتقال آهن است. لاکتوفرین با جذب آهن آزاد، محیط را عاری از این عنصر کرده و در نتیجه پاتوژن‌هایی که برای ادامه حیات به این عنصر حیاتی نیاز دارند را از آن محروم می‌کند و بدین ترتیب با مهار رشد باکتری‌های مضر به صورت غیر مستقیم گسترش عفونت را مهار می‌کند.